# Leipziger Kunstverein
Der Leipziger Kunstverein war eine Vereinigung Leipziger Bürger mit dem Ziel der Förderung von Interesse und Verständnis für Werke der bildenden Kunst. Zu diesem Zweck wurde die Schaffung eines Museums angestrebt und mit dem Bau des Museums am Augustusplatz auch realisiert. Hier sollten neben einer Dauerausstellung für jedermann zugängliche Ausstellungen zeitgenössischer Kunst stattfinden.

## Geschichte
Nach bereits 1836 beginnenden Vorgesprächen fand am 9. November 1837 die erste Generalversammlung des Kunstvereins statt. Der Verein wurde als Genossenschaft mit dem Zweck gegründet, „die bildende Kunst zu fördern, das Kunstinteresse zu wecken und zu vertiefen, sowie die Sammlungen des Museums der bildenden Künste zu bereichern“. Der Verein hatte seinen Sitz im Museums der bildenden Künste und unterhielt dort eine eigene Bibliothek.
Initiatoren waren unter anderen die Unternehmer Carl Lampe, Wilhelm Ambrosius Barth, Heinrich Brockhaus, Gustav Harkort und Maximilian Freiherr Speck von Sternburg. Ein bereits 1825 von Wilhelm Ambrosius Barth unternommener Versuch der Gründung eines Kunstvereins – noch vor der Gründung des Sächsischen Kunstvereins 1828 in Dresden – fand vom sächsischen Hof keine Bestätigung. 1840 schloss sich der 1828 von Ludwig Puttrich zunächst als sogenannte Sonnabend-Gesellschaft gegründete Verein Leipziger Kunstfreunde dem Kunstverein an, der sich nunmehr Leipziger Kunstverein nannte.
1847 beschloss der Verein, jährlich die Summe von 100 Talern zum Ankauf von Kupferstichen zeitgenössischer Künstler zur Verfügung zu stellen. Die grafische Sammlung bildete eines der Haupttätigkeitsfelder des Vereins und wurde durch zahlreiche private Schenkungen ständig erweitert, so 1848 durch den Leipziger Bibliothekar Linke und 1849 durch Wilhelm Ambrosius Barth mit Kupferstichen und Holzschnitten des 15. und 16. Jahrhunderts. 1858 stiftete Emilie Dörrien aus dem Nachlass ihres Mannes Heinrich Dörrien 1295 Zeichnungen aus der Zeit des 15. bis zum Beginn des 19. Jahrhunderts, die zum Teil aus der ehemals berühmten Leipziger Sammlung des Gottfried Winckler stammten und auf einen Gesamtwert von 3095 Talern geschätzt wurden.
1848 wurde mit etwa 100 Exponaten in Räumen der 1. Bürgerschule auf der Moritzbastei das angestrebte Kunstmuseum provisorisch eröffnet. 1853 hatte Adolf Heinrich Schletter seine Kunstsammlung, die 80 Gemälde und 17 Kleinplastiken umfasste, der Stadt unter der Bedingung vermacht, dass innerhalb von fünf Jahren ein Museum für diese Sammlung gebaut werden sollte. Am Vorabend seines fünften Todestages wurde das durch eine Stiftung finanzierte Bildermuseum am Augustusplatz als Ausstellungsgebäude für den Leipziger Kunstverein eingeweiht.
Ab 1859 setzte der Verein zwei Drittel seines Jahresetats für den Ankauf von Kunstwerken ein und den Rest für die Ausrichtung von Ausstellungen und seine Bibliothek. Ab 1862 wurde jährlich ein Vortragsprogramm mit bedeutenden Kunsthistorikern, -kritikern, -kennern und -sammlern veranstaltet, unter ihnen Julius Meier-Graefe, Wilhelm Pinder, August Schmarsow, Bruno Taut und Heinrich Wölfflin.
Der Leipziger Kunstverein brachte in Ausstellungen die zeitgenössische Moderne nach Leipzig und präsentierte unter anderem Max Liebermann (1907), Französische Kunst (1908), Expressionisten (1918), Emil Nolde (1925), Lovis Corinth (1926) und Edvard Munch (1929).
1926 war als Vorsitzender der Bankier Richard Schmidt, als künstlerischer Leiter und Geschäftsführer Werner Teupser ausgewiesen.
Als Anpassung an die neue Lage wurde 1933 die Gleichschaltung des Vereins vollzogen, was zum Austritt einiger Vorstandsmitglieder führte. Der Verein veranstaltete in der NS-Zeit eine Anzahl wichtiger Ausstellungen, u. a. 1936 die Deutsche Graphikschau und 1938/1939 die Jahresschau Leipziger Künstler.
1945 folgte die Auflösung durch die sowjetische Militäradministration. De facto war aber die Arbeit des Vereins bereits durch die Zerstörung des Museums durch den Luftangriff am 4. Dezember 1943 zum Erliegen gekommen.
1990 hat der Neue Leipziger Kunstverein die Nachfolge angetreten.